# Маловажний Петро Євстафійович
Петро Євстафійович Маловажний (1901 — ?) — радянський діяч, залізничник, голова дорпрофсожу Катериненської та Південно-Західної залізниць. Член ВУЦВК.

## Життєпис
Освіта початкова, почав працювати з десятирічного віку. З 1914 року працював на залізниці: слюсарем, токарем, машиністом.
Член РСДРП(б) з березня 1917 року.
У 1917 році призначений головою Ревтрибуналу, а згодом — начальником надзвичайної комісії (ЧК) Катерининської залізниці. У 1920—1921 роках очолював дорожньо-політичний відділ Катерининської залізниці.
У 1921 році обраний відповідальним секретарем, а з 1922 по 1923 рік був головою дорожнього відділення профспілки робітників-залізничників (дорпрофсожу) Катерининської залізниці. 
У червні 1924 — 1928 року — голова дорожнього відділення профспілки робітників-залізничників (дорпрофсожу) Південно-Західної залізниці.
У 1928 році виїхав з Києва і працював в інших містах на різних посадах. Подальша доля невідома.